# Ignacio Orbaiceta
Ignacio Orbaiceta Zabalza (geb. 9. April 1923 in Egüés, Navarra; gest. 20. April 2011 in Pamplona, Navarra) war ein spanischer Radrennfahrer.
In den 1930er und 40er Jahren war Orbaiceta einer der besten Sprinter auf Straße und Bahn. Sein größter Erfolg war der Sieg auf der vierten Etappe der Vuelta a España 1946 von Cáceres nach Badajoz. Außerdem gewann er u. a. drei Etappen der Katalonien-Rundfahrt. 1942, 1944 und 1945 gewann er den Gran Premio Pascuas. Er beendete seine Profikarriere im Alter von nur 26 Jahren zum Ende 1949 nach mehr als 30 Siegen auf der Straße, Bahn und im Cyclocross.
Die Familie Orbaiceta begann nach dem Ende seiner Rennfahrerkarriere mit dem Vertrieb von Fahrrädern verschiedener Marken. Außerdem produzierte man Motorräder, später auch Heizgeräte und elektrische Haushaltsgeräte. 1990 hatte man das Vertriebsnetz auf 30 Länder erweitert, und Orbaiceta begann, die eigene Fahrradmarke Conor zu etablieren.

## Palmarès
1941
- eine Etappe Mallorca-Rundfahrt

1944
- eine Etappe Katalonien-Rundfahrt
- drei Etappen Victoria de Manresa
- Spanischer Meister – Steherrennen

1946
- eine Etappe Vuelta a España
- zwei Etappen Katalonien-Rundfahrt
- eine Etappe Vuelta a Guipúzcoa